# جنبش راه سبز
جنبش راه سبز (جرس) رسانهٔ اینترنتی جنبش سبز و در کنار وبگاه کلمه از نزدیک‌ترین سایت‌های خبری به میرحسین موسوی و مهدی کروبی بود. این سایت فعالیت خود را اندکی پس از آغاز اعتراضات پس از انتخابات رباست جمهوری در تیر‌ماه ۱۳۸۸ و چندی پس از آنکه وبگاه موج سبز آزادی با هک شدن مداوم از کار افتاد آغاز کرد.
این سایت در تیر ماه ۱۳۸۹ نسخه‌ای نرم‌افزاری را برنامه‌ریزی، اجرا و ارائه کرده‌است، تا علاوه بر محیط مجازی، در نسخه‌های موبایل، آیفون، آیپاد و آیپد نیز، در اختیار کاربران قرار داده که در میان وبسایت‌های فارسی برای اولین بار انجام می‌گردد.
به دلایل امنیتی و جلوگیری از اقدامات دستگاه‌های امنیتی ایران اسامی هیئت تحریریه این سایت رسماً اعلام نشده اما محسن کدیور شناخته‌شده‌ترین چهرهٔ آن بود.
از مهم‌ترین اخبار ارائه شده توسط این سایت متن کامل کیفرخواست دادستان نظامی تهران علیه ۱۲ عامل متهم وقایع بازداشتگاه کهریزک بود.

## هک
در تاریخ ۲۵ آذر ۱۳۸۸، وبگاه "موج سبز آزادی"، که یکی از سایت‌های حامی اصلاح‌طلبان و میرحسین موسوی و مهدی کروبی به شمار می‌رود، هک شد. به گزارش عصر ایران، این وبگاه پس از دهمین دورهٔ انتخابات ریاست جمهوری ایران برای ارائهٔ اخبار و اطلاعات مربوط به جنبش سبز راه‌اندازی شده بود. پس از هک شدن این وبگاه، هنگام مراجعه به آن، صفحه‌ای مشکی ظاهر می‌شد که به زبان انگلیسی اطلاعیه‌ای به شرح زیر را نمایش می‌داد:
این سایت از سوی ارتش سایبری ایران هک شده‌است.

## پایان فعالیت
در روز ۱ فروردین ۱۳۹۴ این وبگاه در یادداشتی اعلام کرد که به فعالیت‌های خود به صورت داوطلبانه پایان می‌دهد.